# Anigraea mediopunctata
Anigraea mediopunctata is een vlinder uit de familie van de Euteliidae. De wetenschappelijke naam van de soort is voor het eerst geldig gepubliceerd in 1900 door Pagenstecher.